# Łubnice (gmina, Łódź)
Pour les articles homonymes, voir Łubnice.
Łubnice est une gmina rurale du powiat de Wieruszów, Łódź, dans le centre de la Pologne. Son siège est le village de Łubnice, qui se situe environ 19 km au sud-est de Wieruszów et 107 km au sud-ouest de la capitale régionale Łódź.
La gmina couvre une superficie de 60,9 km2 pour une population de 4 194 habitants.

## Géographie
La gmina inclut les villages d'Andrzejów, Dzietrzkowice, Kolonia Dzietrzkowice, Łubnice, Ludwinów et Wójcin.
La gmina borde les gminy de Biała, Bolesławiec, Byczyna, Czastary, Gorzów Śląski et Skomlin.